# اچ‌ام‌اس گورگون (۱۹۱۴)
اچ‌ام‌اس گورگون (۱۹۱۴) (به انگلیسی: HMS Gorgon (1914)) یک کشتی دفاع ساحلی بود که طول آن ۳۱۰ فوت (۹۴٫۵ متر) بود. این کشتی در سال ۱۹۱۴ ساخته شد.